# Trattnerita
La trattnerita és un mineral de la classe dels silicats, que pertany al grup de l'osumilita. Rep el nom pel col·leccionista de minerals Walter Trattner, qui va trobar l'exemplar. Trattner és especialista en minerals de les roques volcàniques del sud-est d'Àustria.

## Característiques
La trattnerita és un silicat de fórmula química □(Fe3+,Mg,Fe2+)₂(Mg,Fe2+,Fe3+)₃(Si₁₂O30). Va ser aprovada com a espècie vàlida per l'Associació Mineralògica Internacional l'any 2002. Cristal·litza en el sistema hexagonal.
Segons la classificació de Nickel-Strunz, la trattnerita pertany a «09.CM - Ciclosilicats, amb dobles enllaços de 6 [Si₆O18]12- (sechser-Doppelringe)» juntament amb els següents minerals: armenita, brannockita, chayesita, darapiosita, eifelita, merrihueïta, milarita, osumilita-(Mg), osumilita, poudretteïta, roedderita, sogdianita, sugilita, yagiïta, berezanskita, dusmatovita, shibkovita, almarudita, oftedalita i faizievita.
L'exemplar que va servir per a determinar l'espècie, el que es coneix com a material tipus, es troba conservat al Landesmuseum Joanneum, situat a Graz, Àustria.

## Formació i jaciments
Va ser descoberta a Stradner Kogel, a la localitat de Wilhelmsdorf (Estíria, Àustria). També ha estat descrita a la pedrera Caspar, situada al volcà Bellerberg (Renània-Palatinat, Alemanya). Aquests dos indrets són els únics de tot el planeta on ha estat descrita aquesta espècie mineral.